# Elevdriven imitatio
Elevdriven imitatio är en retorisk textbearbetningsprocess och metod vilken ämnar förbättra det egna skrivandet, respektive effektivisera det egna lärandet. Detta möjliggörs på ett sådant sätt att eleven själv väljer vilken litteratur eller vilka texter som denne skall läsa, för att sedan kunna använda sina läsfrukter på bästa sätt för att själv utvecklas – genom den efterföljande skrivprocessen.

## Historia
Metoden har sina rötter hos den romerska retorikern och läraren Quintilianus (35-96 e.Kr.) – vältaligheten själv. Han är förmodligen mest känd för sitt verk Institutio Oratoria, en lärobok i retorik, bestående av tolv mindre böcker, där målet är att utveckla den unga pojken till en fulländad talare. Begreppet Imitatio är latin och betyder ”efterbildning” och ”efterhärmning”, vilket Quintilianus använde sig av i undervisandet av sina elever. Emellertid är begreppet inte nytt utan nämndes i Aristoteles Om diktkonsten”.
Hos retoriken syftar begreppet till att inspireras av och efterlikna goda exempel. I Institutio Oratoria skriver Quintilianus att ”en grundstas i människolivet är att vi själva vill göra det vi prisar hos andra” och att utbildning består "till stor del i efterbildning" samt att "det är en fördel att följa de goda uppslag som redan finns". Dock handlar imitatio inte enbart om att inhämta (observation) och återanvända (reproduktion) goda kvaliteter, utan det handlar framförallt om att ta till sig och tillämpa dem på nya sätt som bäddar för nya perspektiv, möjligheter och användningsområden. Eleven ska använda de utvalda kvaliteterna, läsfrukterna, och egenskaperna efter egna syften samt mål, och därmed utveckla dessa och därigenom sig själv. Således är imitatio främst en utvecklande, didaktisk princip.

## Metoden: Elevdriven imitatio
Detta är precis vad utvecklaren av metoden, Christina Matthiesen, har gjort. Matthiesen är adjunkt vid Aarhus Universitet, vid institutionen för utbildning och pedagogik, och har sitt fokus på retorik och skrivdidaktik. Hon har inhämtat och imiterat Quintilianus begrepp och metod för att utveckla denna till en modern form av en utvecklingsorienterad retorikundervisning. Hos metoden elevdriven imitatio har retorisk teori och praktik förenats, liksom retorikens undervisningstradition grundar sig på.
Elevdriven imitatio handlar om att undersöka och utveckla egna intressen och kunskaper. Syftet för tillämpningen av metoden är bl.a. att initiera skapandet av nya texter, men kanske framförallt för att eleven ska utveckla sitt retoriska undersökande samt andra färdigheter. Sådana färdigheter skulle exempelvis kunna vara det kritiska granskandet av läsfrukter, att spinna vidare på redan existerande idéer och utveckla nya, och att reflektera över sitt eget lärande och egna intressen.
Den moderna metoden, alltså Elevdriven imitatio, har sin grundbult hos Matthiesens avhandling Elevstyret imitatio – En retorisk skrivepӕdagogik i teori og praksis. Däri utvecklar hon metoden och ger förslag på essentiella steg som skulle kunna finnas med, vilka beskrivs som ”dimensioner”, och motsvaras av följande: 
1. Fascination – att eleven själv väljer en text av eget intresse som ter sig relevant enligt kontexten för hur texten ska användas;
2. Kvaliteter värda att imitera – här extraheras läsfrukterna som eleven kan tänka sig att efterlikna så som ord, bildspråk, exempel, argument mm.;
3. Kritiskt reflektera – eleven studerar sina läsfrukter och kritiserar dessa konstruktivt – på vilka sätt är de bra eller mindre bra (även solen har sina fläckar);
4. Acceptans – här reflekterar eleven över sitt val av text och om denna, efter en retorisk, kritisk analys, är värd att imitera;
5. Interaktion – här är tanken att eleven aktivt skall reflektera kring hur läsfrukterna är viktiga för denne själv och hur dessa utvecklar en, och hur läsfrukterna kan utvecklas ytterligare.

### Dimensionernas frågor
Till varje dimension har Matthiesen gett förslag på frågor som kan styra läsandet och processen:
1. Hur hittade du texten? Varför valde du texten? Vad är det som fascinerar dig?
2. Hur framstår författaren och vilka kvaliteter har denne? Hur riktar sig författaren till läsaren? Hur hanteras ämnet i förhållande till aktualitet, fokus och dess relevans?
3. Vilka liknelser och skillnader finner du mellan texten och du själv som författare, vad gäller närvaro, relationen till läsaren och ämnesvalet? På vilka kulturella och kontextbundna premisser finns det, vad gäller närvaro, relationen till läsaren och ämnesvalet? Vad är bra och vad är mindre bra med texten, i förhållande till vad gäller närvaro, relationen till läsaren och ämnesvalet?
4. Vad skulle du, som författare själv, inte göra som författaren till texten gör (vad gäller närvaro, relationen till läsaren och ämnesvalet)? Vad skulle du, som författare vilja efterlikna? I vilken mån anser du texten vara värd att imitera (jämför med din ursprungliga inställning)?
5. Vad skulle du vilja utveckla och spinna vidare på bland dina läsfrukter (t.ex. rörande olika perspektiv, argument eller attityder som belyses)?

### Förbättrad kommunikation
Avslutningsvis är det också viktigt att understryka det faktum att ens egen copia (”Det förråd av språk och innehåll som vi i varje kommunikationssituation har att välja från. Vi ska sträva efter att utöka vårt eget förråd genom att uppmärksamma sådant vi tycker är bra, och stoppa det i vårt förråd”) breddas av att tillämpa elevdriven imitatio, vilket alltid är en fördel – inte minst för kommunikationen som sådan. I en godtycklig kommunikationssituation går det enbart att välja bland de kommunikativa medel och kunskaper som finns i copian. Om copian utökas finns det sålunda fler goda exempel att välja mellan, varpå sannolikheten för att kunna kommunicera konstruktivt ökar. Elevdriven imitatio genererar alltså inte bara ett fördjupat lärande och ett förbättrat skrivande hos eleven, utan metoden medför också en elev och en retorisk individ som i slutändan kan kommunicera på ett effektivare och bättre sätt.